# رود سوروت
رود سوروت (انگلیسی: Sorot) یک رودخانه در استان پسکوف کشور روسیه است.